# Episodi di Die Rosenheim-Cops (prima stagione)
La prima stagione della serie televisiva Die Rosenheim-Cops è stata trasmessa in anteprima in Germania dalla ZDF tra il 9 gennaio 2002 e il 27 marzo 2002.
| nº | Titolo originale           | Titolo italiano | Prima TV Germania | Prima TV Italia |
| -- | -------------------------- | --------------- | ----------------- | --------------- |
| 1  | Der Tote am See            | inedito         | 9 gennaio 2002    | inedito         |
| 2  | Schweigegeld               | inedito         | 16 gennaio 2002   | inedito         |
| 3  | Hopfen und Malz            | inedito         | 23 gennaio 2002   | inedito         |
| 4  | Blinde Liebe               | inedito         | 30 gennaio 2002   | inedito         |
| 5  | Das Geheimnis vom Chiemsee | inedito         | 6 febbraio 2002   | inedito         |
| 6  | Feuervogel                 | inedito         | 13 febbraio 2002  | inedito         |
| 7  | Tödliches Erbe             | inedito         | 20 febbraio 2002  | inedito         |
| 8  | Stockl ermittelt           | inedito         | 27 febbraio 2002  | inedito         |
| 9  | Mord in Kolbermoor         | inedito         | 6 marzo 2002      | inedito         |
| 10 | Der Pfeil des Robin Hood   | inedito         | 13 marzo 2002     | inedito         |
| 11 | Süße Lust                  | inedito         | 20 marzo 2002     | inedito         |
| 12 | Die Zocker von Rosenheim   | inedito         | 27 marzo 2002     | inedito         |